# Google Summer of Code
Google Summer of Code (en català: Estiu de codi) és un programa anual que es va realitzar per primera vegada durant l'estiu de 2005. Google va remunerar als estudiants que van completar un projecte de programació de programari lliure durant aquest període.